# カイライ
カイライ（ベトナム語：Thị xã Cai Lậy / 市社該禮?）はティエンザン省にある町である。

## 概要
6つの坊 (phường)と10の社を有する。
- 第1坊（Phường 1）
- 第2坊（Phường 2）
- 第3坊（Phường 3）
- 第4坊（Phường 4）
- 第5坊（Phường 5）
- ニーミー坊（Nhị Mỹ / 蕊美）
- ロンカイン社（Long Khánh / 隆慶）
- ミーハインドン社（Mỹ Hạnh Đông / 美行東）
- ミーハインチュン社（Mỹ Hạnh Trung / 美行中）
- ミーフオックタイ社（Mỹ Phước Tây / 美福西）
- ニークイ社（Nhị Quý / 蕊貴）
- フークイ社（Phú Quý / 富貴）
- タンビン社（Tân Bình / 新平）
- タンホイ社（Tân Hội / 新會）
- タンフー社（Tân Phú / 新富）
- タインホア社（Thanh Hoà / 清和）